# St. Matthäus (Neuhaus, Aufseß)

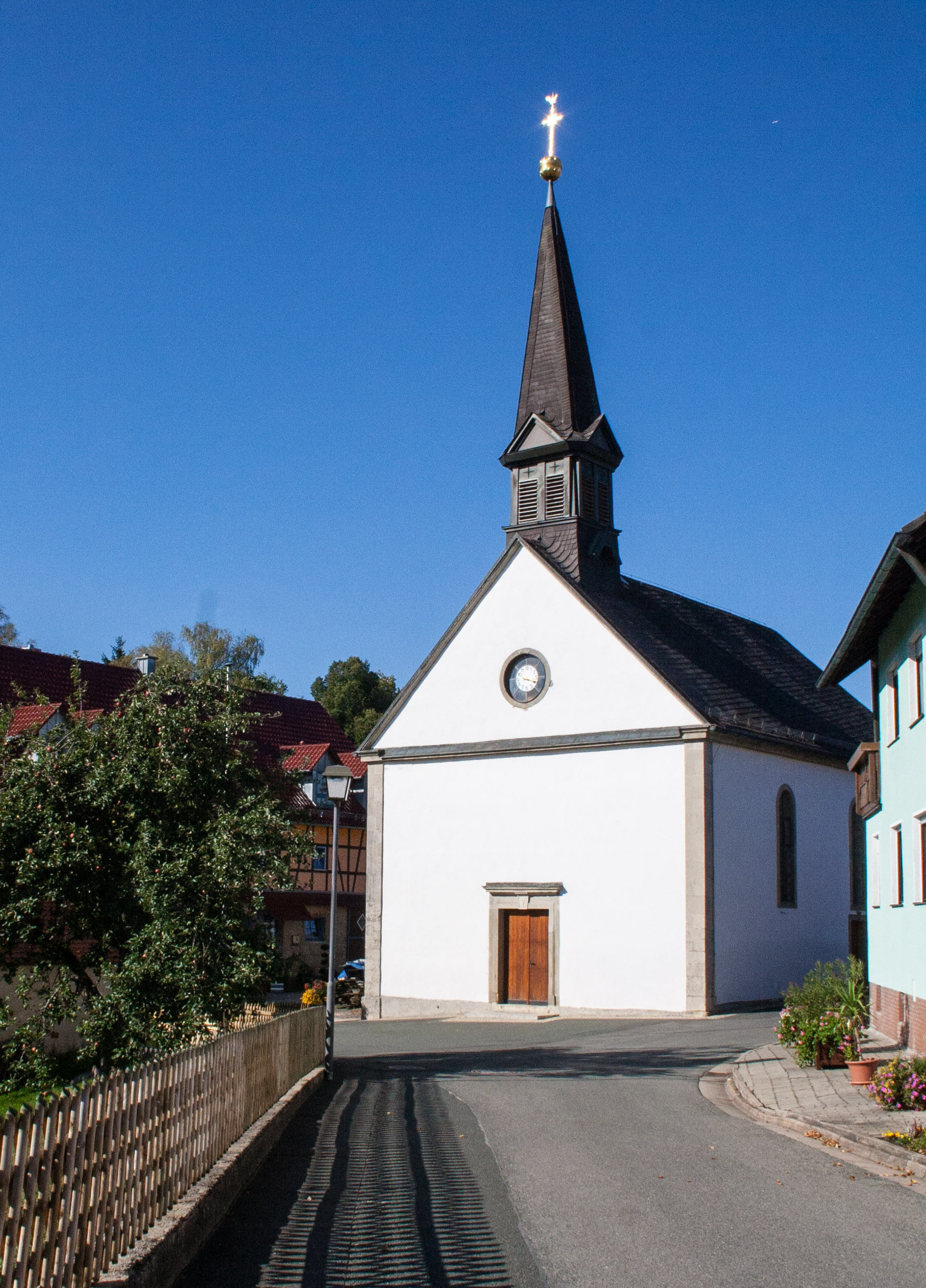
St. Matthäus (Neuhaus, Aufseß)

Die römisch-katholische, denkmalgeschützte Kuratienkirche St. Matthäus steht in Neuhaus, einem Gemeindeteil des Marktes Aufseß im Landkreis Bayreuth (Oberfranken, Bayern). Das Bauwerk ist unter der Denkmalnummer D-4-72-115-9 als Baudenkmal in der Bayerischen Denkmalliste eingetragen. Sie gehört zur Pfarrei Mariä Himmelfahrt Hollfeld im Seelsorgebereich Fränkische Schweiz Nord im Dekanat Bayreuth des Erzbistums Bamberg. Der Pfarrsprengel umfasst von Aufseß die Gemeindeteile Neuhaus, Oberaufseß und Sachsendorf und von Hollfeld den Stadtteil Drosendorf a. d. Aufseß (Kuratie von Hollfeld Mariä Himmelfahrt).
Das Einzugsgebiet umfasst etwa 530 Katholiken.

## Beschreibung
Die verputzte Saalkirche mit Lisenen aus Quadermauerwerk an den Ecken wurde 1837 erbaut, aber erst 1937 durch Erzbischof Johann Jakob von Hauck geweiht. Sie besteht aus einem Langhaus mit dreiseitigem Schluss im Norden. Aus dem Satteldach erhebt sich im Süden ein quadratischer Dachreiter, der den Glockenstuhl beherbergt und mit einem achtseitigen spitzen Helm bedeckt ist.
Zur Kirchenausstattung gehören die barocken Altäre, die aus der Pfarrkirche von Uetzing stammen, und ein Marienbildnis, das sich schon um 1500 in der Friedhofskapelle befand. Die 1905 von Eusebius Dietmann gebaute Orgel hat zwölf Register, zwei Manuale und ein Pedal.

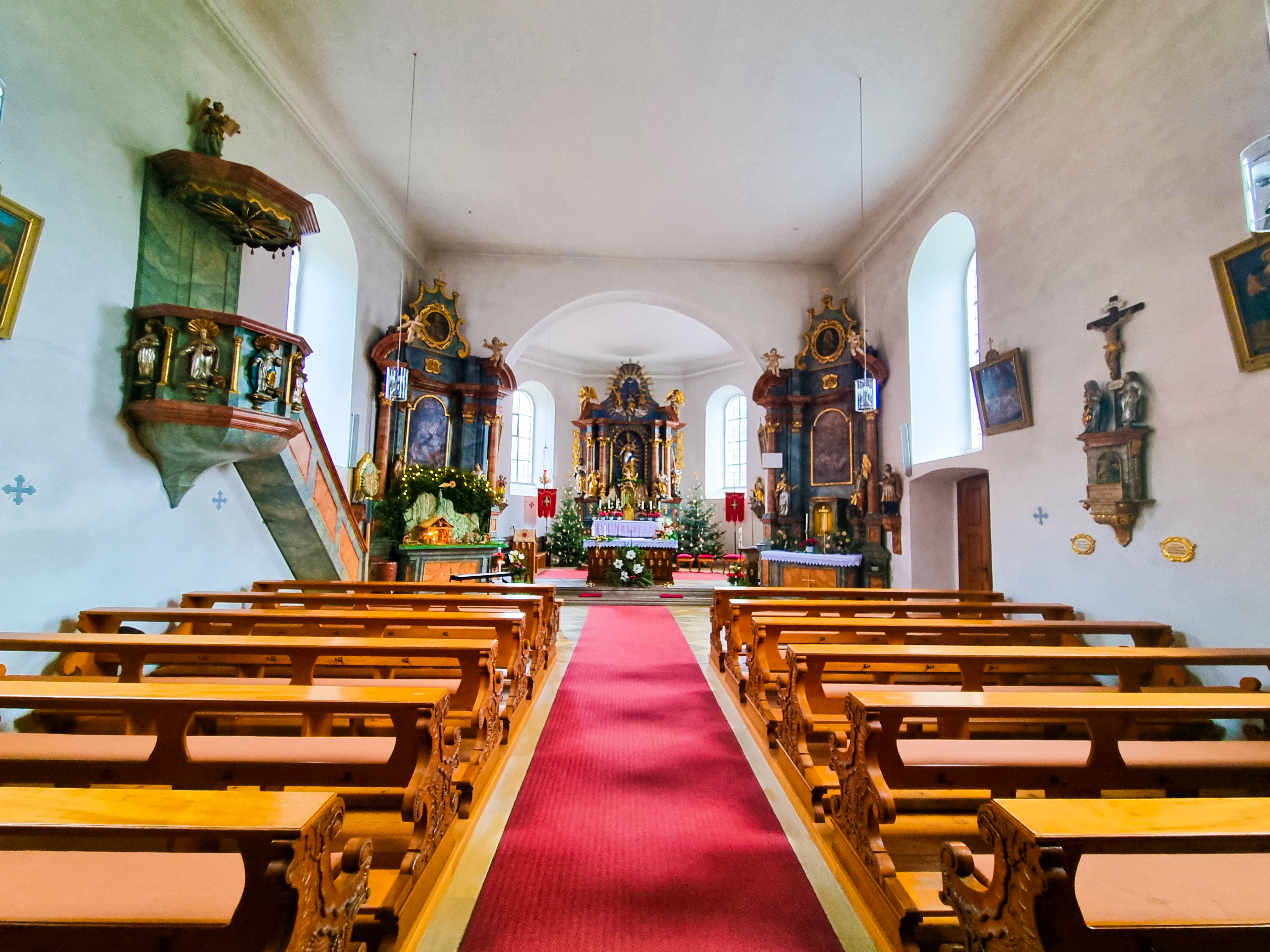
Innenraum
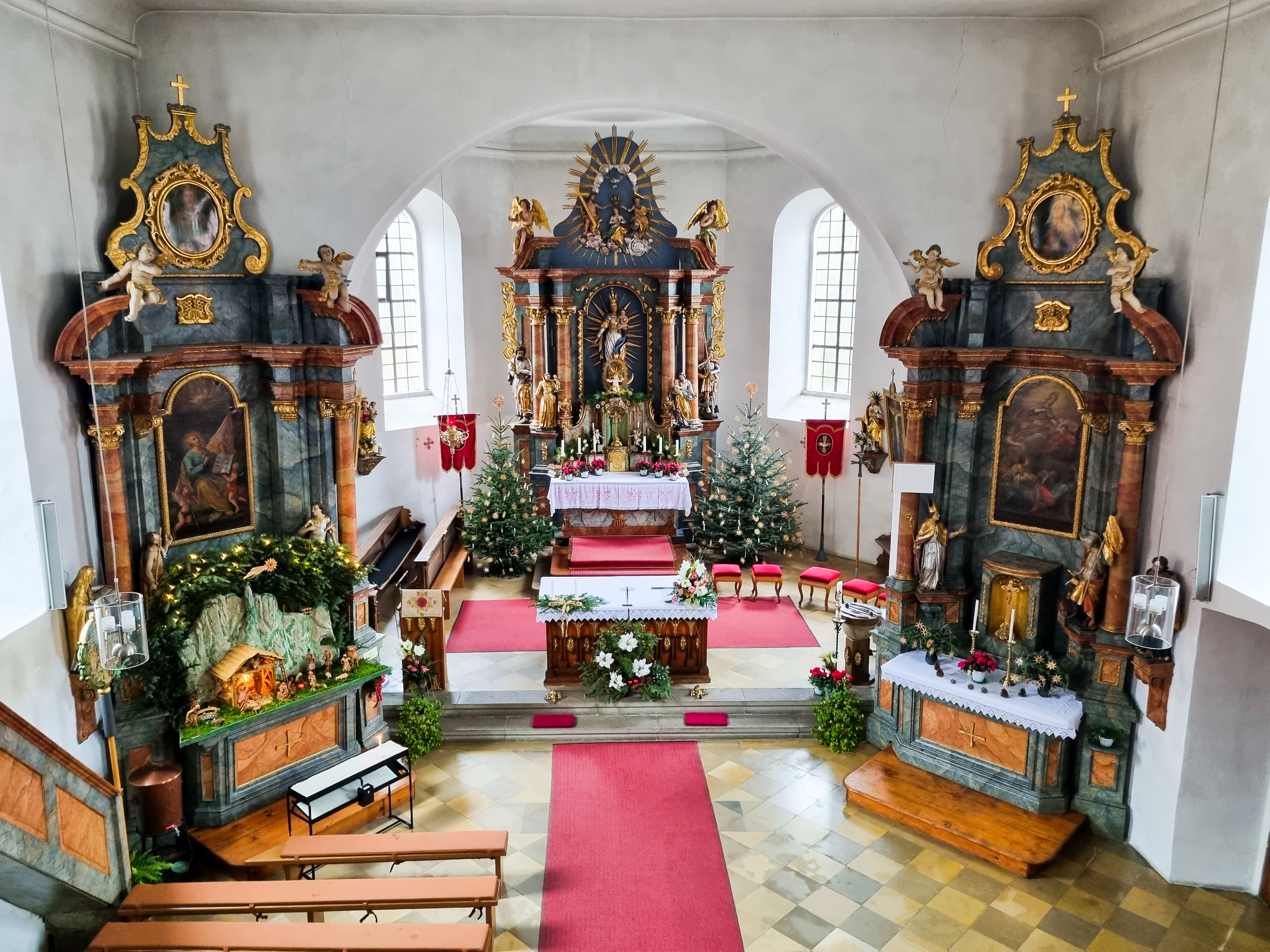
Altäre
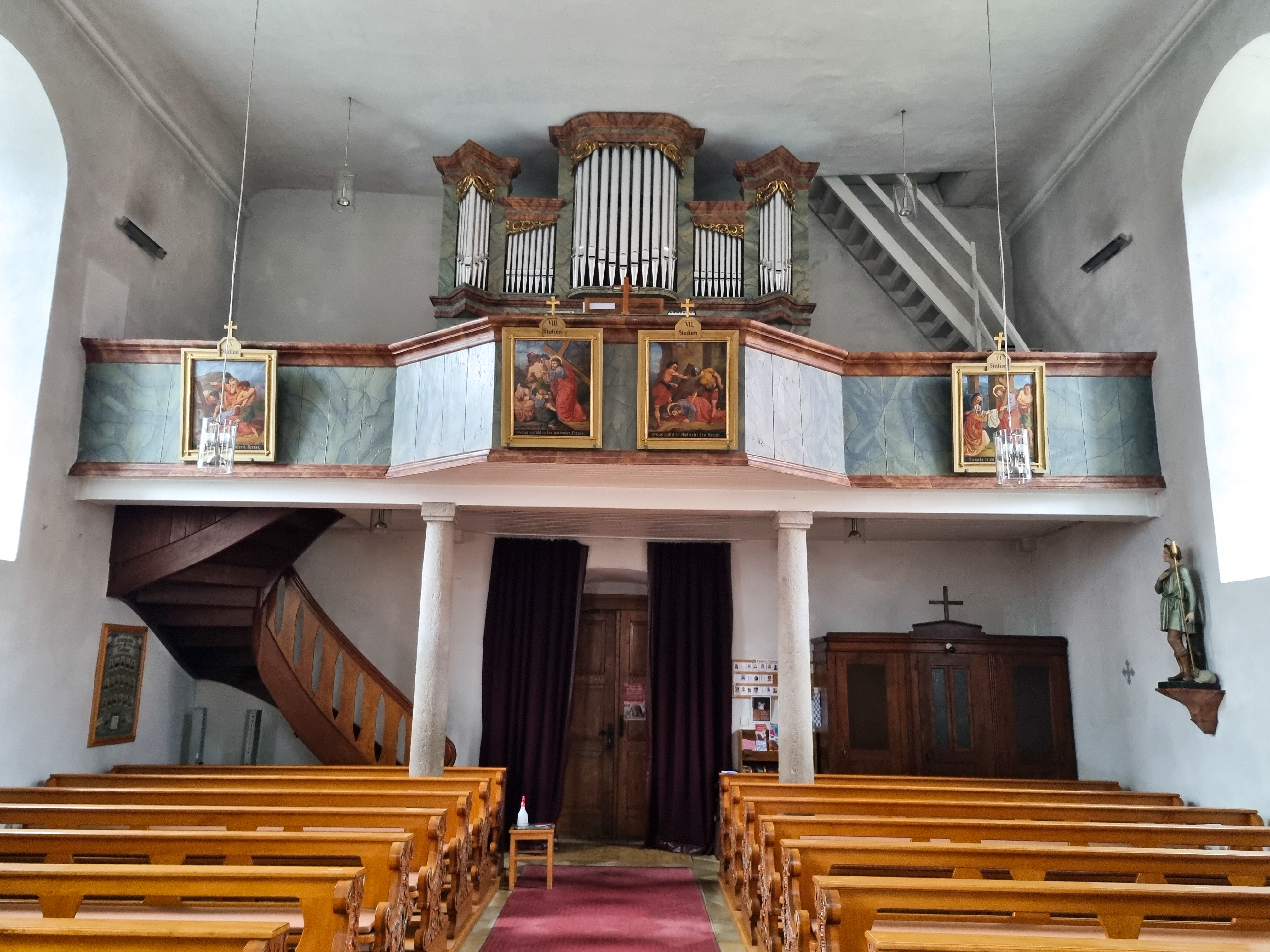
Empore
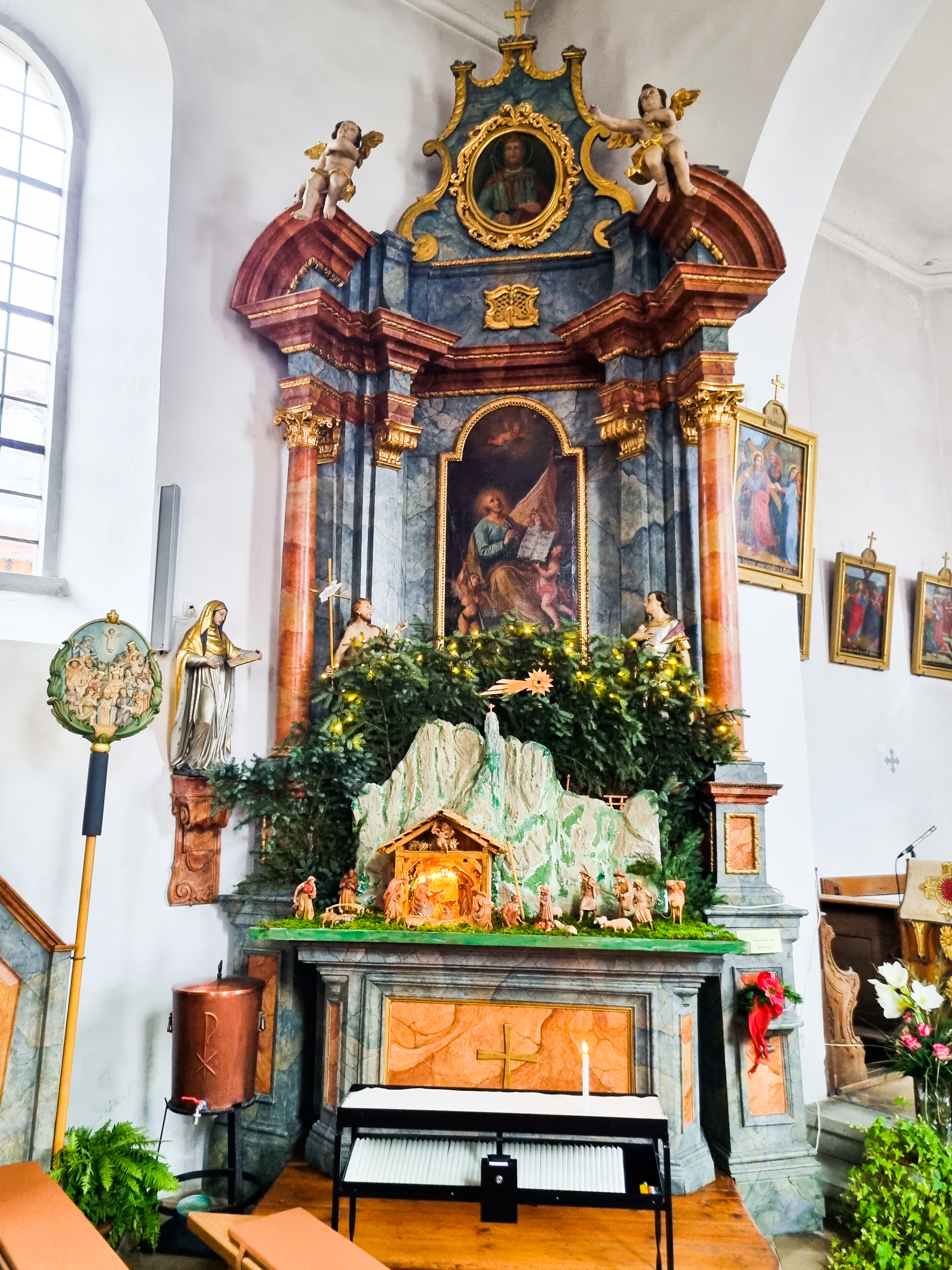
Linker Altar
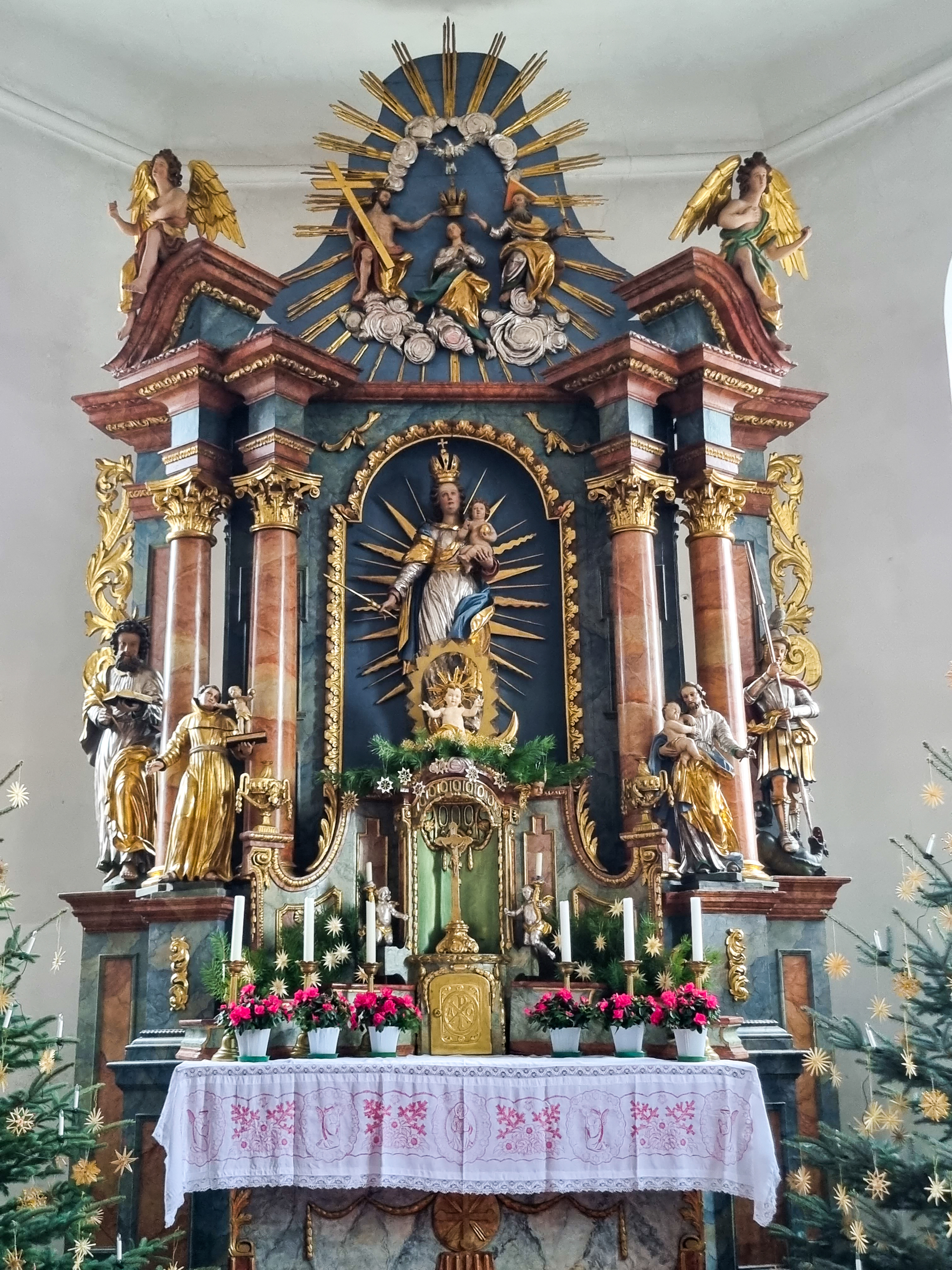
Mittlerer Altar
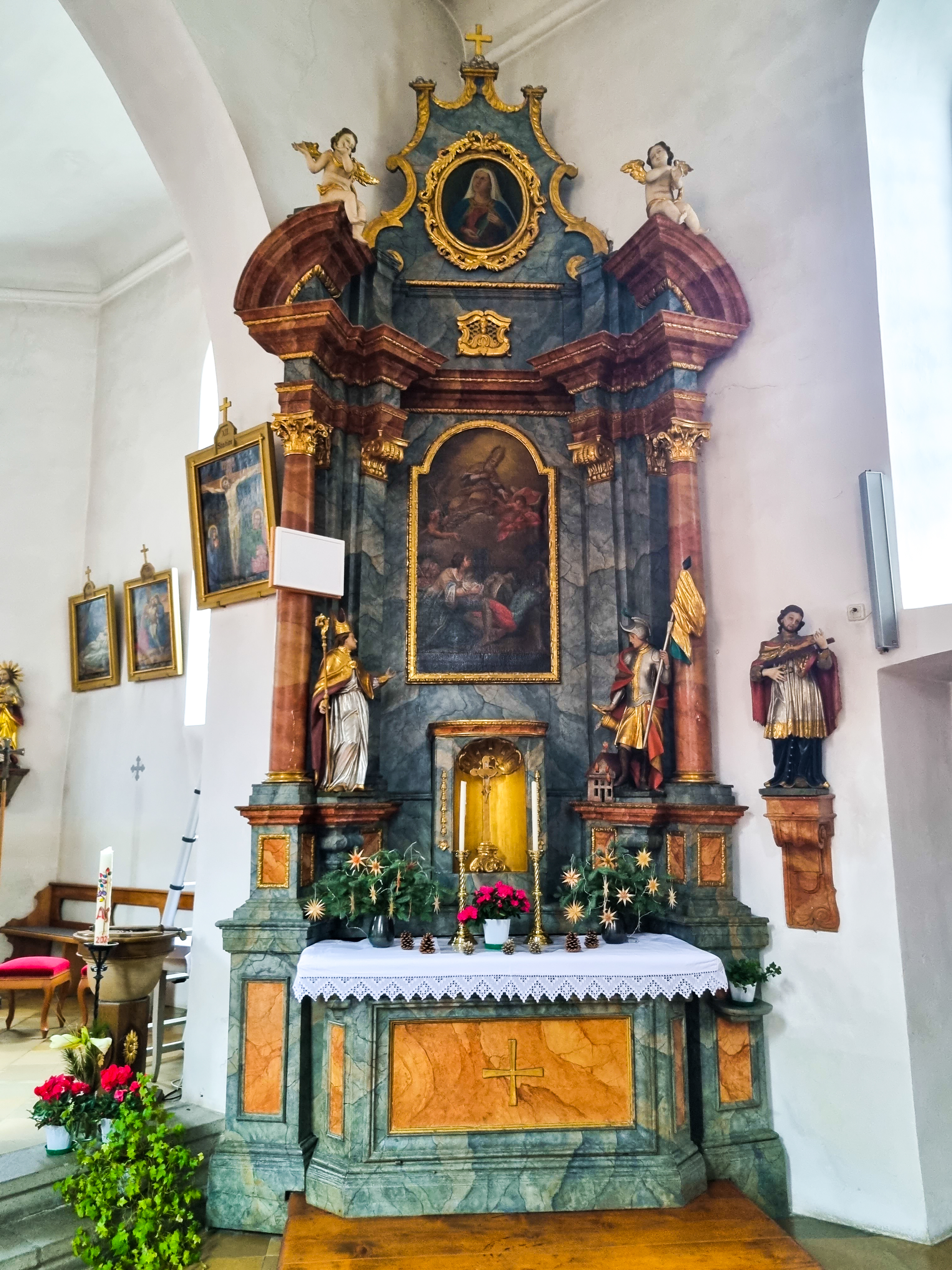
Rechter Altar
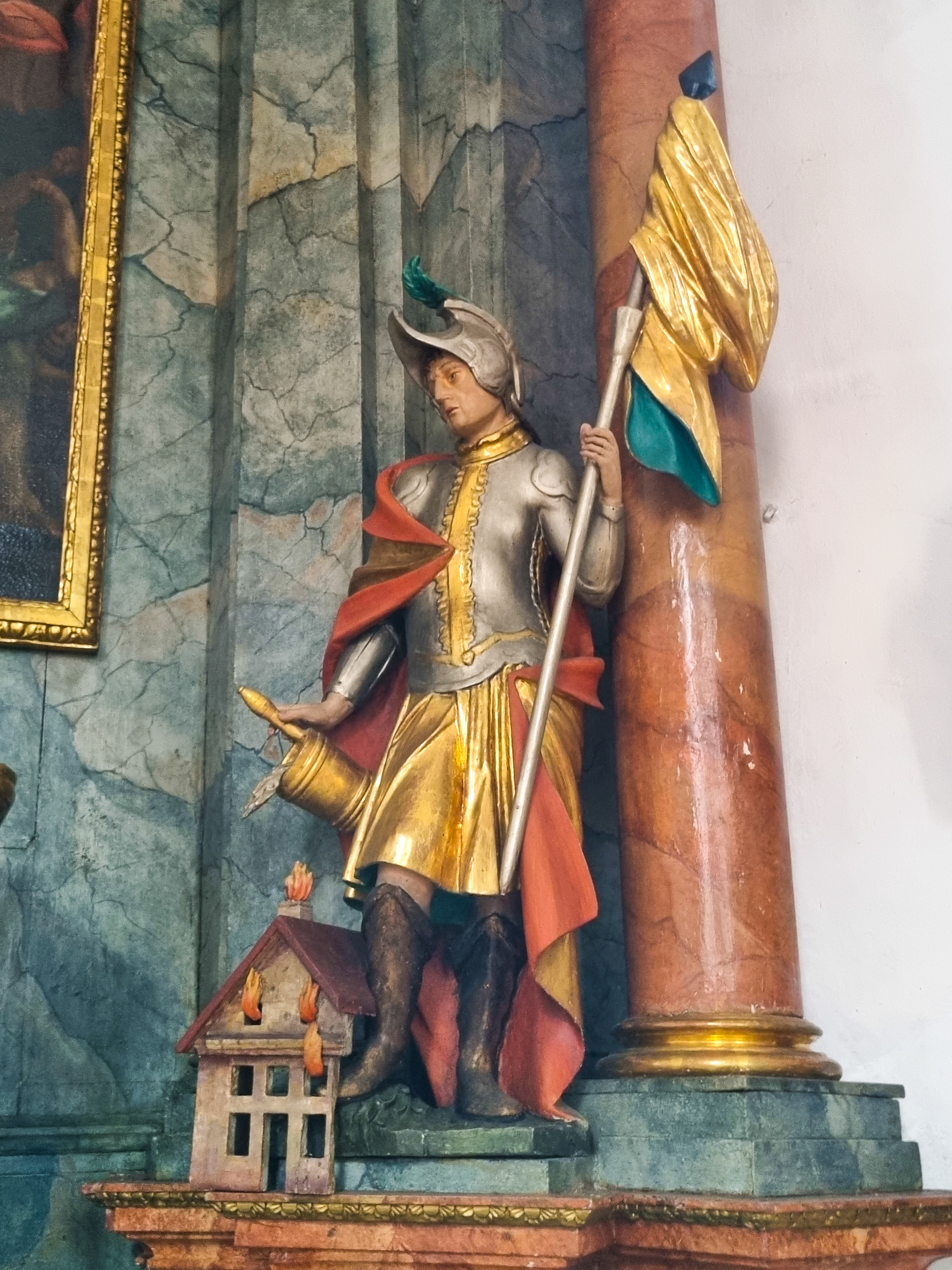
St. Florian am rechten Altar